# Marek Długozima
Marek Aureli Długozima (ur. 27 lipca 1964 w Trzebnicy) – polski polityk, samorządowiec. W latach 1998–2002 radny powiatu trzebnickiego, od 2006 roku burmistrz Gminy Trzebnica.

## Życiorys
Z wykształcenia prawnik; absolwent Wydziału Prawa, Administracji i Ekonomii Uniwersytetu Wrocławskiego, Podyplomowego Studium Prawa Bankowego i studium doktoranckiego Uniwersytetu Ekonomicznego we Wrocławiu, MBA Collegium Humanum. W latach 1996–2006 był dyrektorem oddziału PKO BP S.A. w Trzebnicy
Ma żonę i dwójkę dorosłych dzieci, córkę Aleksandrę i syna Jakuba.

## Działalność polityczna
Rozpoczął swoją działalność polityczną w 1998, zostając radnym powiatu trzebnickiego. W 2006, po Jerzym Hołdanowiczu, został burmistrzem Gminy Trzebnica, startując z ramienia Platformy Obywatelskiej. Od 2006 pełni funkcję, w 2018 wygrywając czwarty raz z rzędu. W 2006 uzyskał 71% poparcia, w 2010 ponownie odniósł sukces, uzyskując 86% poparcia, w 2014 – w imieniu ugrupowania Skuteczni dla Rozwoju – 72% głosów i w 2018 otrzymując 66% głosów.
W wyborach samorządowych w 2024 został po raz piąty wybrany na burmistrza Trzebnicy, wygrywając pierwszą turę dokładnie jednym głosem (otrzymał 5077 głosów, pozostali kandydaci uzyskali sumarycznie 5076 głosów). 6 czerwca 2024 roku Sąd Okręgowy we Wrocławiu orzekł nieważność jego wyboru na burmistrza i zarządził powtórzenie wyborów w jednym z obwodów, gdzie w komisji wyborczej zasiadała siostra burmistrza. 24 lipca 2024 roku Sąd Apelacyjny we Wrocławiu unieważnił wybory burmistrza i stwierdził wygaśnięcie jego mandatu. Obowiązki burmistrza Trzebnicy przejęła Krystyna Haładaj, która następnie powołała Długozimę na II zastępcę burmistrza. Według informacji medialnych Długozima dalej rządził w Trzebnicy, a jedyna zmiana dotyczyła nazwy stanowiska, które zajmuje. 20 października 2024 roku odbyły się powtórne wybory w jednej z komisji wyborczych, które Długozima zwyciężył, ponownie zostając burmistrzem Trzebnicy.
Sympatyzuje z prawicą – m.in. w 2019 popierał kandydatów Prawa i Sprawiedliwości w wyborach, był w składzie Honorowego Komitetu Poparcia Prezydenta Andrzeja Dudy w wyborach prezydenckich w 2020, w 2023 był na konwencie Suwerennej Polski.

## Odznaczenia
- Srebrny Krzyż Zasługi (2021)[15][16]
- Brązowy Krzyż Zasługi (2015)[17]
- Medal Stulecia Odzyskanej Niepodległości (2023)[18]
- Brązowy Medal „Za zasługi dla obronności kraju” (2015)[19]
- Medal „Pro Patria” (2017)
- Złoty Medal Obywatelski miasta Kitzingen (2019)[20]
- Medal św. Jadwigi Śląskiej (archidiecezja wrocławska, 2017)[2]
- Odznaka Honorowa Sybiraka (2010)[2]